# Vlag van Herpen

Dorpsvlag van Herpen

De vlag van Herpen werd op 2 januari 2003 vastgesteld door de gemeenteraad van Oss als de dorpsvlag van het Nederlandse dorp Herpen. De vlag kan als volgt worden beschreven:
Vijf banen in wit en rood in de verhouding 2:1:2:1:2 Op de witte boven- en benedenbanen van het dundoek zijn op gelijke afstand drie rode merletten geplaatst; aan de stok en aan de uitwaaiende zijde van de middelste baan twee. Elke vogel heeft een hoogte van 1/5 van de hoogte van de vlag.
De vlag toont hetzelfde beeld het dorpswapen. De dorpsvlag lijkt op de vlag van Cuijk.

## Verwante afbeeldingen

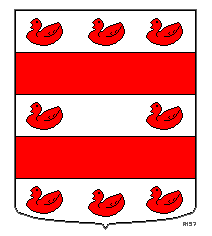
Wapen van Herpen
Vlag van Cuijk

Acht
· Alphen
· Bavel
· Berghem
· Berlicum
· Biest-Houtakker
· Borkel en Schaft
· Chaam
· Cromvoirt
· Cuijk
· Den Dungen
· Dinteloord
· Effen
· Esch
· Galder
· Geeren-Noord
· Gemonde
· Haagse Beemden
· Haaren
· Halsteren
· Helvoirt
· Herpen
· Heusden
· Langenboom
· Leur
· Megen, Haren en Macharen
· Moergestel
· Nieuw-Vossemeer
· Nuland
· Olland
· Orthen
· Princenhage
· Ravenstein
· Rosmalen
· Sint-Michielsgestel
· Sprang
· Steenbergen
· Strijbeek
· Teteringen
· Ulvenhout
· Udenhout
· Velp
· Vierlingsbeek
· Waspik
· Wintelre